# Barnabas Kipkorir Koech
Barnabas Kipkorir Koech (* 1978 oder 1979) ist ein ehemaliger kenianischer Marathonläufer.
2003 gewann er den Los-Palacios-Halbmarathon. 2004 wurde er Siebter beim Paris-Halbmarathon, siegte beim Prag-Marathon und wurde Dritter beim Eindhoven-Marathon.
Ebenfalls auf den dritten Platz kam er beim Taipei International Marathon 2005 und bei der Maratona d’Italia.

## Persönliche Bestzeiten
- Halbmarathon: 1:01:18 h, 14. Dezember 2003, Los Palacios
- Marathon: 2:10:19 h, 10. Oktober 2004, Eindhoven